# Априорная вероятность Джеффриса
В байесовской статистике априорная вероятность Джеффриса, по имени Гарольда Джеффриса — неинформативная (объективная) априорная вероятность в пространстве параметра, пропорциональная квадратному корню из детерминанта информации Фишера:
{\displaystyle p\left({\vec {\theta }}\right)\propto {\sqrt {\det {\mathcal {I}}\left({\vec {\theta }}\right)}}.}
Её ключевая особенность — инвариантность относительно параметризации вектора параметра {\displaystyle {\vec {\theta }}}.

## Репараметризация
Для альтернативной параметризации {\displaystyle {\vec {\varphi }}} можно вывести
{\displaystyle p({\vec {\varphi }})\propto {\sqrt {\det I({\vec {\varphi }})}}}
из
{\displaystyle p({\vec {\theta }})\propto {\sqrt {\det I({\vec {\theta }})}}}
используя теорему о смене переменных, определение информации Фишера, и то, что произведение детерминантов есть детерминант произведения матриц:
{\displaystyle {\begin{aligned}p({\vec {\varphi }})&=p({\vec {\theta }})\left|\det {\frac {\partial \theta _{i}}{\partial \varphi _{j}}}\right|\\&\propto {\sqrt {\det I({\vec {\theta }})\,{\det }^{2}{\frac {\partial \theta _{i}}{\partial \varphi _{j}}}}}\\&={\sqrt {\det {\frac {\partial \theta _{k}}{\partial \varphi _{i}}}\,\det \operatorname {E} \!\left[{\frac {\partial \ln L}{\partial \theta _{k}}}{\frac {\partial \ln L}{\partial \theta _{l}}}\right]\,\det {\frac {\partial \theta _{l}}{\partial \varphi _{j}}}}}\\&={\sqrt {\det \operatorname {E} \!\left[\sum _{k,l}{\frac {\partial \theta _{k}}{\partial \varphi _{i}}}{\frac {\partial \ln L}{\partial \theta _{k}}}{\frac {\partial \ln L}{\partial \theta _{l}}}{\frac {\partial \theta _{l}}{\partial \varphi _{j}}}\right]}}\\&={\sqrt {\det \operatorname {E} \!\left[{\frac {\partial \ln L}{\partial \varphi _{i}}}{\frac {\partial \ln L}{\partial \varphi _{j}}}\right]}}={\sqrt {\det I({\vec {\varphi }})}}.\end{aligned}}}
В более простом случае одного параметра можно вывести:
{\displaystyle {\begin{aligned}p(\varphi )&=p(\theta )\left|{\frac {d\theta }{d\varphi }}\right|\propto {\sqrt {\operatorname {E} \!\left[\left({\frac {d\ln L}{d\theta }}\right)^{2}\right]\left({\frac {d\theta }{d\varphi }}\right)^{2}}}\\&={\sqrt {\operatorname {E} \!\left[\left({\frac {d\ln L}{d\theta }}{\frac {d\theta }{d\varphi }}\right)^{2}\right]}}={\sqrt {\operatorname {E} \!\left[\left({\frac {d\ln L}{d\varphi }}\right)^{2}\right]}}={\sqrt {I(\varphi )}}.\end{aligned}}}

## Свойства
С практической и математической точки зрения, веской причиной использовать именно неинформативные априорные вероятности является то, что они не зависят от набора параметров, в котором выбрано описывать параметрическое пространство.
Иногда априорные вероятности Джеффриса не могут быть нормализованы — этот случай называют improper prior. Например, для гауссовского распределения с известной дисперсией априорное распределение вероятностей Джеффриса для среднего является равномерным по всей действительной оси.
Использование априорных вероятностей Джеффриса нарушает сильную формулировку принципа максимального правдоподобия, которая принимается многими, но не всеми, статистиками. Используя априорную вероятность Джеффриса, вывод о {\displaystyle {\vec {\theta }}} зависит не только от вероятностей наблюдаемых данных как функции от {\displaystyle {\vec {\theta }}}, но также и от универсума всех возможных исходов эксперимента, определенных дизайном эксперимента, т.к. информация Фишера вычисляется для ожиданий в выбранном универсуме. Соответственно, априорные вероятности Джеффриса, а, следовательно, и использующие их выводы, могут быть разными для двух экспериментов, использующих один и тот же параметр {\displaystyle {\vec {\theta }}}, и даже одну и ту же функцию правдоподобия — а это нарушение сильной формулировки принципа максимального правдоподобия.

## Примеры
Априорная вероятность Джеффриса определяется задачей. Она вычислима для заданного семейства распределений с неизвестным параметром. И наоборот, для заданного распределения можно спросить: для какой задачи с неизвестным параметром распределение будет априорным Джеффриса. Например, логарифмическое априорное распределение на положительной действительной полуоси — это априорное распределение Джеффриса для гауссовского распределения со стандартным отклонением как параметром, но не для распределения Пуассона в стандартной параметризации, хотя пространство параметра одинаковое.

### Распределение Гаусса со средним как параметром
Для распределения Гаусса действительной переменной {\displaystyle x}:
{\displaystyle f(x|\mu )={\frac {e^{-(x-\mu )^{2}/2\sigma ^{2}}}{\sqrt {2\pi \sigma ^{2}}}}}
априорное распределение вероятностей Джеффриса для среднего {\displaystyle \mu }:
{\displaystyle {\begin{aligned}p(\mu )&\propto {\sqrt {I(\mu )}}={\sqrt {\operatorname {E} \!\left[\left({\frac {d}{d\mu }}\log f(x|\mu )\right)^{2}\right]}}={\sqrt {\operatorname {E} \!\left[\left({\frac {x-\mu }{\sigma ^{2}}}\right)^{2}\right]}}\\&={\sqrt {\int _{-\infty }^{+\infty }f(x|\mu )\left({\frac {x-\mu }{\sigma ^{2}}}\right)^{2}dx}}={\sqrt {\frac {\sigma ^{2}}{\sigma ^{4}}}}\propto 1.\end{aligned}}}
То есть, априорное распределение Джеффриса для {\displaystyle \mu } является ненормализуемым равномерным распределением на действительной оси — оно равно 1 (или любой другой фиксированной константе) для всех точек. Это случай improper prior, и, с точностью до выбора константы, уникальное инвариантное к сдвигу распределение на действительных числах, соответствующее единственно известной информации: параметр {\displaystyle \mu } — мера положения и трансляционная инвариантность ввиду отсутствия информации о положении.

### Распределение Гаусса со стандартным отклонением как параметром
Для распределения Гаусса действительной переменной {\displaystyle x}:
{\displaystyle f(x|\sigma )={\frac {e^{-(x-\mu )^{2}/2\sigma ^{2}}}{\sqrt {2\pi \sigma ^{2}}}},}
априорное распределение вероятностей Джеффриса для стандартного отклонения σ:
{\displaystyle {\begin{aligned}p(\sigma )&\propto {\sqrt {I(\sigma )}}={\sqrt {\operatorname {E} \!\left[\left({\frac {d}{d\sigma }}\log f(x|\sigma )\right)^{2}\right]}}={\sqrt {\operatorname {E} \!\left[\left({\frac {(x-\mu )^{2}-\sigma ^{2}}{\sigma ^{3}}}\right)^{2}\right]}}\\&={\sqrt {\int _{-\infty }^{+\infty }f(x|\mu )\left({\frac {(x-\mu )^{2}-\sigma ^{2}}{\sigma ^{3}}}\right)^{2}dx}}={\sqrt {\frac {2}{\sigma ^{2}}}}\propto {\frac {1}{|\sigma |}}.\end{aligned}}}
Соответственно, априорное распределение вероятностей Джеффриса для log σ² (или log |σ|) является ненормализуемым равномерным распределением на действительной оси, и известно как логарифмическое априорное распределение. Оно определено (с точностью до множителя) на положительных действительных числах, масштабно-инвариантно, так что стандартное отклонение является единственной мерой масштаба. В силу равномерности является improper prior.

### Распределение Пуассона в стандартной параметризации
Для распределения Пуассона неотрицательного целого {\displaystyle n}:
{\displaystyle f(n|\lambda )=e^{-\lambda }{\frac {\lambda ^{n}}{n!}},}
априорное распределение вероятностей параметра {\displaystyle \lambda }:
{\displaystyle {\begin{aligned}p(\lambda )&\propto {\sqrt {I(\lambda )}}={\sqrt {\operatorname {E} \!\left[\left({\frac {d}{d\lambda }}\log f(x|\lambda )\right)^{2}\right]}}={\sqrt {\operatorname {E} \!\left[\left({\frac {n-\lambda }{\lambda }}\right)^{2}\right]}}\\&={\sqrt {\sum _{n=0}^{+\infty }f(n|\lambda )\left({\frac {n-\lambda }{\lambda }}\right)^{2}}}={\sqrt {\frac {1}{\lambda }}}.\end{aligned}}}
Соответственно, априорное распределение вероятностей Джеффриса для {\displaystyle {\sqrt {\lambda }}} является ненормализируемым равномерным распределение на не-отрицательной действительной оси, и соответственно — improper prior.

### Испытание по схеме Бернулли
Для монеты с вероятностью выпадения "орла" {\displaystyle \gamma } и вероятностью "решки" {\displaystyle 1-\gamma }, для заданного (H,T) ∈ {(0,1), (1,0)} имеем вероятность {\displaystyle \gamma ^{H}(1-\gamma )^{T}}. Априорное распределение вероятностей Джеффриса для параметра {\displaystyle \gamma }:
{\displaystyle {\begin{aligned}p(\gamma )&\propto {\sqrt {I(\gamma )}}={\sqrt {\operatorname {E} \!\left[\left({\frac {d}{d\gamma }}\log f(x|\gamma )\right)^{2}\right]}}={\sqrt {\operatorname {E} \!\left[\left({\frac {H}{\gamma }}-{\frac {T}{1-\gamma }}\right)^{2}\right]}}\\&={\sqrt {\gamma \left({\frac {1}{\gamma }}-{\frac {0}{1-\gamma }}\right)^{2}+(1-\gamma )\left({\frac {0}{\gamma }}-{\frac {1}{1-\gamma }}\right)^{2}}}={\frac {1}{\sqrt {\gamma (1-\gamma )}}}\,.\end{aligned}}}
Это распределение арксинуса и Бета-распределение с α = β = ½. Более того, если {\displaystyle \gamma =\sin ^{2}(\theta )} априорное распределение Джеффриса для {\displaystyle \theta } будет равномерным на интервале {\displaystyle [0,{\frac {\pi }{2}}]}. Соответственно, {\displaystyle \theta } также равномерно на всей окружности {\displaystyle [0,2\pi ]}.

### N-гранный кубик со смещенными вероятностями
Аналогично, для броска N-гранного кубика с вероятностями выпадения граней {\displaystyle {\vec {\gamma }}=(\gamma _{1},\ldots ,\gamma _{N})} удовлетворяющих {\displaystyle \sum _{i=1}^{N}\gamma _{i}=1}, априорное распределение Джеффриса для {\displaystyle {\vec {\gamma }}} — распределение Дирихле со всеми параметрами α равными ½. В частности, если {\displaystyle \gamma _{i}={\phi _{i}}^{2}} для каждого {\displaystyle i}, то априорное распределение Джеффриса для {\displaystyle {\vec {\phi }}} является равномерным на (N–1)-мерной единичной сфере (то есть, оно равномерно на поверхности N-мерного единичной мячика).